# Voleibol nos Jogos Sul-Asiáticos de 2006
As competições de voleibol nos Jogos Sul-Asiáticos de 2006 ocorreram entre 23 e 27 de agosto. Dois torneios foram disputados.

## Calendário
| Agosto   | 14 | 16 | 17 | 18 | 19 | 20 | 21 | 22 | 23 | 24 | 25 | 26 | 27 | 28 | Finais |
| -------- | -- | -- | -- | -- | -- | -- | -- | -- | -- | -- | -- | -- | -- | -- | ------ |
| Voleibol |    |    |    |    |    |    |    |    |    |    |    |    | 2  |    | 2      |

## Quadro de medalhas
| Ordem | País      | Medalha de ouro | Medalha de prata | Medalha de bronze |   |
| ----- | --------- | --------------- | ---------------- | ----------------- | - |
| 1     | Índia     | 2               |                  |                   | 2 |
| 2     | Sri Lanka |                 | 2                |                   | 1 |
| 3     | Paquistão |                 |                  | 1                 | 1 |
| 3     | Nepal     |                 |                  | 1                 | 1 |
| TOTAL | TOTAL     | 2               | 2                | 2                 | 6 |

## Medalhistas
| Evento    | Ouro      | Prata         | Bronze        |
| Masculino | IND Índia | SRI Sri Lanka | PAK Paquistão |
| Feminino  | IND Índia | SRI Sri Lanka | NEP Nepal     |

## Resultados

### Masculino
| Grupo A | Grupo A   |
| ------- | --------- |
| 1       | Sri Lanka |
| 2       | Paquistão |
| 3       | Nepal     |

| Grupo B | Grupo B     |
| ------- | ----------- |
| 1       | Índia       |
| 2       | Bangladesh  |
| 3       | Afeganistão |

|  | Semifinais | Semifinais |   |           | Final          | Final |  |
|  |            |            |   |           |                |       |  |
|  |            |            |   |           |                |       |  |
|  | Sri Lanka  | 3          |   |           |                |       |  |
|  | Bangladesh | 1          |   |           |                |       |  |
|  |            |            |   |           |                |       |  |
|  |            |            |   |           |                |       |  |
|  |            |            |   |           | Sri Lanka      | 1     |  |
|  |            | Índia      | 3 |           |                |       |  |
|  |            |            |   |           |                |       |  |
|  |            |            |   |           |                |       |  |
|  |            |            |   |           | Terceiro lugar |       |  |
|  |            |            |   |           |                |       |  |
|  | Índia      | 3          |   | Paquistão | V              |       |  |
|  | Paquistão  | 0          |   |           | Bangladesh     | 0     |  |

### Feminino
| Grupo único | Grupo único |
| ----------- | ----------- |
| 1           | Índia       |
| 2           | Sri Lanka   |
| 3           | Maldivas    |
| 4           | Nepal       |

| Decisão do 3º lugar | Nepal | venceu | Maldivas  |
| Final               | Índia | 3-0    | Sri Lanka |